# Scotophaeus afghanicus
Scotophaeus afghanicus är en spindelart som beskrevs av Roewer 1961. Scotophaeus afghanicus ingår i släktet Scotophaeus och familjen plattbuksspindlar.
Artens utbredningsområde är Afghanistan. Inga underarter finns listade i Catalogue of Life.